# Alice d'Ibelin
Alice d'Ibelin, née vers 1305 ou 1304-1306, morte en 1386 ou ap. 1386, fut une reine de Chypre.

## Biographie
Fille de Guy d'Ibelin, sénéchal de Chypre, et de sa femme et cousine Isabelle d'Ibelin.
Elle épouse vers 1318 Hugues IV (1294-1359), roi de Chypre, et eut :
- Guy de Lusignan (1315-1342) prince titulaire de Galilée et connétable de Chypre.
- Echive (1323-1363), mariée vers 1338 à Fernand de Majorque, vicomte d'Omelas, et dont elle se séparera en 1341.
- Pierre Ier (1328-1369), roi de Chypre
- Jean (1329-30 - 1375), prince titulaire d'Antioche en 1345, régent de Chypre, puis connétable de Chypre, assassiné en Nicosie, massacré à l'instigation d’Éléonore d'Aragon et des Génois, marié première fois avec dispense comme son troisième mari en 16 avril 1343 avec Constance de Aragón (ap. 1303 - ap. 19 avril 1344), sans postérité, et marié deuxième fois en 13 avril 1350 avec Alix d'Ibelin (1325-30 - ap. 1373), et eut un fils, de sa maîtresse mariée Alix de Giblet eut un fils
- Jacques Ier (1334-1398), roi de Chypre
- Thomas (mort en 1340)
- Isabelle (morte en 1340)
- Marguerite, mariée vers 1348 à Gautier de Dampierre, sénéchal de Chypre

Hugues IV de Lusignan et Alice d'Ibelin comptent parmi leurs ancêtres communs Marie Comnène, Amaury II de Lusignan, Constance d'Antioche, Balian d'Ibelin, Baudouin II de Jérusalem ou encore Almodis de la Marche. La grand-mère paternelle de Hugues, Isabelle d'Ibelin, est notamment la sœur de Balian d'Ibelin, grand-père paternel d'Alice.
Veuve, elle se remarie avec Philippe de Brunswick-Grubenhagen (c. 1332 - 4 août 1369), connétable de Jérusalem à la cour de Chypre.